# Masters de Indian Wells 2015
El BNP Paribas Open 2015 es un torneo de tenis ATP World Tour Masters 1000 en su rama masculina y WTA Premier Mandatory en la femenina. Se disputa en Indian Wells (Estados Unidos), en las canchas duras del complejo Indian Wells Tennis Garden, entre el 9 y el 22 de marzo de ese año.

## Puntos y premios en efectivo

### Distribución de puntos
| Evento                  | G    | F   | SF  | CF  | Ronda de 16 | Ronda de 32 | Ronda de 64 | Ronda de 128 | Q  | Q2 | Q1 |
| Individuales masculinos | 1000 | 600 | 360 | 180 | 90          | 45          | 25          | 10           | 16 | 8  | 0  |
| Dobles masculinos       | 1000 | 600 | 360 | 180 | 90          | 45          | 0           | —            | —  | —  | —  |
| Individuales femeninos  | 1000 | 650 | 390 | 215 | 120         | 65          | 35          | 10           | 30 | 20 | 2  |
| Dobles femeninos        | 1000 | 650 | 390 | 215 | 120         | 65          | 5           | —            | —  | —  | —  |

### Premios en efectivo
| Evento                  | G          | F        | SF       | CF       | Ronda de 16 | Ronda de 32 | Ronda de 64 | Ronda de 128 | Q2    | Q1    |
| Individuales masculinos | $1 000 000 | $500 000 | $225 000 | $104 000 | $52 000     | $26 000     | $16 000     | $11 000      | $2800 | $1400 |
| Individuales femeninos  | $1 000 000 | $500 000 | $225 000 | $104 000 | $52 000     | $26 000     | $16 000     | $11 000      | $2800 | $1400 |
| Dobles masculinos       | $258 000   | $126 000 | $63 100  | $32 220  | $17 000     | $9100       | —           | —            | —     | —     |
| Dobles femeninos        | $258 000   | $126 000 | $63 100  | $32 220  | $17 000     | $9100       | —           | —            | —     | —     |

## Cabezas de serie

### Individuales masculinos

#### Orden de cabezas de serie
| Posición | Rk. | Jugador                | Puntos Antes | Puntos a Defender | Puntos Ganados | Puntos Después | Actuación en el Torneo                             |
| -------- | --- | ---------------------- | ------------ | ----------------- | -------------- | -------------- | -------------------------------------------------- |
| 1        | 1   | Novak Djokovic         | 13,205       | 1000              | 1000           | 13,205         | Campeón, venció a Roger Federer [2]                |
| 2        | 2   | Roger Federer          | 9,205        | 600               | 600            | 9,205          | Final, perdió ante Novak Djokovic [1]              |
| 3        | 3   | Rafael Nadal           | 5,675        | 45                | 180            | 5,810          | Cuartos de final, perdió ante Milos Raonic [6]     |
| 4        | 4   | Andy Murray            | 5,425        | 90                | 360            | 5,695          | Semifinales, perdió ante Novak Djokovic [1]        |
| 5        | 5   | Kei Nishikori          | 5,415        | 45                | 90             | 5,460          | Cuarta ronda, perdió ante Feliciano López [12]     |
| 6        | 6   | Milos Raonic           | 4,980        | 180               | 360            | 5,160          | Semifinales, perdió ante Roger Federer [2]         |
| 7        | 7   | Stan Wawrinka          | 4,595        | 90                | 10             | 4,515          | Segunda ronda, perdió ante Robin Haase             |
| 8        | 8   | David Ferrer           | 4,535        | 0                 | 45             | 4,580          | Tercera ronda, perdió ante Bernard Tomic [32]      |
| 9        | 9   | Tomáš Berdych          | 4,340        | 10                | 180            | 4,510          | Cuartos de final, perdió ante Roger Federer [2]    |
| 10       | 10  | Marin Čilić            | 3,450        | 90                | 10             | 3,370          | Segunda ronda, perdió ante Juan Mónaco             |
| 11       | 11  | Grigor Dimitrov        | 3,055        | 45                | 45             | 3,055          | Tercera ronda, perdió ante Tommy Robredo [17]      |
| 12       | 12  | Feliciano López        | 2,325        | 90                | 180            | 2,415          | Cuartos de final, perdió ante Andy Murray [3]      |
| 13       | 14  | Gilles Simon           | 2,050        | 10                | 90             | 2,130          | Cuarta ronda, perdió ante Rafael Nadal [3]         |
| 14       | 15  | Ernests Gulbis         | 2,045        | 180               | 45             | 1,910          | Tercera ronda, perdió ante Adrian Mannarino        |
| 15       | 16  | Roberto Bautista Agut  | 2,020        | 90                | 45             | 1,975          | Tercera ronda, perdió ante Jack Sock               |
| 16       | 17  | Kevin Anderson         | 2,005        | 180               | 45             | 1,870          | Tercera ronda, perdió ante John Isner [18]         |
| 17       | 19  | Tommy Robredo          | 1,755        | 45                | 90             | 1,800          | Cuarta ronda, perdió ante Milos Raonic [6]         |
| 18       | 20  | John Isner             | 1,720        | 360               | 90             | 1,450          | Cuarta ronda, perdió ante Novak Djokovic [1]       |
| 19       | 22  | Fabio Fognini          | 1,540        | 90                | 10             | 1,460          | Segunda ronda, perdió ante Adrian Mannarino        |
| 20       | 23  | Pablo Cuevas           | 1,512        | 0                 | 45             | 1,557          | Tercera ronda, perdió ante Feliciano López [12]    |
| 21       | 24  | Ivo Karlović           | 1,500        | 25                | 10             | 1,485          | Segunda ronda, perdió ante Steve Johnson           |
| 22       | 25  | Richard Gasquet        | 1,410        | 45                | 10             | 1,375          | Segunda ronda, perdió ante Michael Berrer [Q]      |
| 23       | 26  | Guillermo García-López | 1,405        | 0                 | 10             | 1,455          | Segunda ronda, perdió ante Thanasi Kokkinakis [WC] |
| 25       | 28  | Julien Benneteau       | 1,335        | 180               | 10             | 1,165          | Segunda ronda, perdió ante Albert Ramos            |
| 26       | 29  | Philipp Kohlschreiber  | 1,325        | 10                | 45             | 1,360          | Tercera ronda, perdió ante Andy Murray [4]         |
| 27       | 30  | Lukáš Rosol            | 1,230        | 25                | 90             | 1,295          | Cuarta ronda, perdió ante Tomáš Berdych [9]        |
| 28       | 31  | Fernando Verdasco      | 1,225        | 90                | 45             | 1,180          | Tercera ronda, perdió ante Kei Nishikori [5]       |
| 29       | 32  | Santiago Giraldo       | 1,210        | 25                | 10             | 1,195          | Segunda ronda, perdió ante Alexandr Dolgopolov     |
| 30       | 33  | Andreas Seppi          | 1,185        | 45                | 45             | 1,185          | Tercera ronda, perdió ante Roger Federer [2]       |
| 31       | 34  | Jeremy Chardy          | 1,150        | 25                | 10             | 1,135          | Segunda ronda, perdió ante Donald Young            |
| 32       | 35  | Bernard Tomic          | 1,150        | 0                 | 180            | 1,330          | Cuartos de final, retiro ante Novak Djokovic [1]   |
| 33       | 36  | Gilles Müller          | 1,284        | 0                 | 10             | 1.146          | Segunda ronda, perdió ante Jack Sock               |

- Ranking del 9 de marzo de 2015

#### Bajas
| Ranking | Jugador            | Puntos Antes | Puntos a Defender | Puntos Ganados | Puntos Después | Baja debido a                    |
| ------- | ------------------ | ------------ | ----------------- | -------------- | -------------- | -------------------------------- |
| 13      | Jo-Wilfried Tsonga | 2,255        | 10                | 0              | 2,245          | Motivos personales               |
| 19      | Gaël Monfils       | 1,780        | 45                | 0              | 1,735          | lesiones en la rodilla izquierda |
| 21      | David Goffin       | 1,649        | (26)              | 0              | 1,623          | dolor en las costillas           |
| 29      | Leonardo Mayer     | 1,364        | 0                 | 0              | 1,364          | Motivos personales               |

### Dobles masculinos
| Tenistas                                  | Ranking | Preclasificado |
| Bob Bryan / Mike Bryan                    | 2       | 1              |
| Ivan Dodig / Marcelo Melo                 | 9       | 2              |
| Julien Benneteau / Édouard Roger-Vasselin | 15      | 3              |
| Jean-Julien Rojer / Horia Tecău           | 18      | 4              |
| Alexander Peya / Bruno Soares             | 24      | 5              |
| Marcel Granollers / Marc López            | 25      | 6              |
| Rohan Bopanna / Daniel Nestor             | 30      | 7              |
| Vasek Pospisil / Jack Sock                | 31      | 8              |

- Ranking del 2 de marzo de 2015

### Individuales femeninos
| Posición | Rk. | Jugador                    | Puntos Antes | Puntos a Defender | Puntos Ganados | Puntos Después | Actuación en el Torneo                              |
| -------- | --- | -------------------------- | ------------ | ----------------- | -------------- | -------------- | --------------------------------------------------- |
| 1        | 1   | Serena Williams            | 9,592        | 0                 | 390            | 9,982          | Semifinales, retiro ante Simona Halep [3]           |
| 2        | 2   | María Sharápova            | 8,215        | 65                | 120            | 8,270          | Cuarta ronda, perdió ante Flavia Pennetta [15]      |
| 3        | 3   | Simona Halep               | 6,571        | 390               | 650            | 6,841          | Campeona, venció a Jelena Janković [18]             |
| 4        | 5   | Caroline Wozniacki         | 4,825        | 120               | 65             | 4,770          | Tercera ronda, perdió ante Belinda Bencic [31]      |
| 5        | 6   | Ana Ivanović               | 4,425        | 65                | 65             | 4,425          | Tercera ronda, perdió ante Caroline Garcia [25]     |
| 6        | 7   | Eugenie Bouchard           | 4,306        | 120               | 120            | 4,306          | Cuarta ronda, perdió ante Lesia Tsurenko [Q]        |
| 7        | 8   | Agnieszka Radwanska        | 4,065        | 650               | 65             | 3,480          | Tercera ronda, perdió ante Heather Watson           |
| 8        | 9   | Yekaterina Makarova        | 3,420        | 65                | 65             | 3,420          | Tercera ronda, perdió ante Timea Bacsinszky [27]    |
| 9        | 10  | Andrea Petković            | 3,190        | 10                | 10             | 3,190          | Segunda ronda, perdió ante Lesia Tsurenko [Q]       |
| 10       | 11  | Lucie Šafářová             | 2,995        | 0                 | 65             | 3,060          | Tercera ronda, perdió ante Elina Svitolina [23]     |
| 11       | 12  | Sara Errani                | 2,750        | 65                | 65             | 2,750          | Tercera ronda, perdió ante Sabine Lisicki [24]      |
| 12       | 13  | Carla Suárez Navarro       | 2,660        | 65                | 215            | 2,810          | Cuartos de final, perdió ante Simona Halep [3]      |
| 13       | 14  | Angelique Kerber           | 2,650        | 35                | 10             | 2,625          | Segunda ronda, perdió ante Sloane Stephens          |
| 14       | 15  | Karolína Plíšková          | 2,620        | 65                | 120            | 2,675          | Cuarta ronda, perdió ante Simona Halep [3]          |
| 15       | 16  | Flavia Pennetta            | 2,560        | 1,000             | 215            | 1,775          | Cuartos de final, perdió ante Sabine Lisicki [24]   |
| 16       | 18  | Madison Keys               | 2,100        | 35                | 65             | 2,130          | Tercera ronda, perdió ante Jelena Janković [18]     |
| 17       | 20  | Barbora Zahlavova Strycova | 2,055        | 35                | 10             | 2,030          | Segunda ronda, perdió ante Anastasia Pavlyuchenkova |
| 18       | 21  | Jelena Janković            | 2,030        | 215               | 650            | 2,465          | Final vs Simona Halep [3]                           |
| 19       | 22  | Garbiñe Muguruza           | 2,015        | 35                | 65             | 2,045          | Tercera ronda, perdió ante Karolína Plíšková [14]   |
| 20       | 24  | Alize Cornet               | 1,925        | 120               | 65             | 1,870          | Tercera ronda, perdió ante Lesia Tsurenko [Q]       |
| 21       | 25  | Samantha Stosur            | 1,835        | 65                | 65             | 1,835          | Tercera ronda, perdió ante Flavia Pennetta [15]     |
| 22       | 27  | Svetlana Kuznetsova        | 1,760        | 65                | 65             | 1,760          | Tercera ronda, perdió ante Sloane Stephens          |
| 23       | 29  | Elina Svitolina            | 1,740        | 35                | 120            | 1,820          | Cuarta ronda, perdió ante Timea Bacsinszky [27]     |
| 24       | 28  | Sabine Lisicki             | 1,651        | 35                | 390            | 2,006          | Semifinales, perdió ante Jelena Janković [18]       |
| 25       | 28  | Caroline Garcia            | 1,755        | 35                | 120            | 1,840          | Cuarta ronda, perdió ante Sabine Lisicki [24]       |
| 26       | 31  | Varvara Lepchenko          | 1,540        | 65                | 65             | 1,540          | Tercera ronda, perdió ante vs Simona Halep [3]      |
| 27       | 26  | Timea Bacsinszky           | 1,799        | 10                | 215            | 2,004          | Cuartos de final, perdió ante Serena Williams [1]   |
| 28       | 32  | Zarina Diyas               | 1,495        | 0                 | 65             | 1,550          | Tercera ronda, perdió ante Serena Williams [1]      |
| 29       | 33  | Camila Giorgi              | 1,485        | 120               | 10             | 1,375          | Segunda ronda, perdió ante Heather Watson           |
| 30       | 36  | Coco Vandeweghe            | 1,423        | 35                | 65             | 1,453          | Tercera ronda, perdió ante Eugenie Bouchard [6]     |
| 31       | 37  | Belinda Bencic             | 1,326        | 10                | 120            | 1,436          | Cuarta ronda, perdió ante Jelena Janković [18]      |
| 32       | 38  | Victoria Azarenka          | 1,303        | 35                | 65             | 1,333          | Tercera ronda, perdió ante María Sharápova [2]      |

- Ranking al 2 de marzo de 2015

### Dobles femeninos
| Tenista                                 | Ranking | Preclasificada |
| Martina Hingis / Sania Mirza            | 12      | 1              |
| Yekaterina Makarova / Yelena Vesnina    | 16      | 2              |
| Raquel Kops-Jones / Abigail Spears      | 20      | 3              |
| Hsieh Su-wei / Flavia Pennetta          | 21      | 4              |
| Garbiñe Muguruza / Carla Suárez Navarro | 25      | 5              |
| Timea Babos / Kristina Mladenovic       | 31      | 6              |
| Caroline Garcia / Katarina Srebotnik    | 33      | 7              |
| Andrea Hlaváčková / Lucie Hradecká      | 46      | 8              |

- Ranking del 2 de marzo de 2015

## Campeones

### Individuales masculinos
Novak Djokovic venció a  Roger Federer por 6-3, 6-7(5), 6-2

### Individuales femeninos
Simona Halep venció a  Jelena Janković por 2-6, 7-5, 6-4

### Dobles masculinos
Vasek Pospisil /  Jack Sock vencieron a  Simone Bolelli /  Fabio Fognini por 	6-4, 6-7(3), [10-7]

### Dobles femenino
Martina Hingis /  Sania Mirza vencieron a  Yekaterina Makarova /  Yelena Vesnina por 6-3, 6-4